# O meu marido está a negar
O Meu Marido Está a Negar (portuguès El meu marit ho està negant) és una pel·lícula documental de 2007 sobre l'obra del mateix nom, escrita i dirigida per Rogério Manjate. La pel·lícula tracta sobre l'HIV/SIDA.
Manjate també ha dirigit el curt premiat I Love You, també sobre l'HIV/AIDS, el mateix any.

## Argument
Hermínia descobreix que és una mare seropositiva quan s'està fent una revisió durant l'embaràs. Gabriel, el seu marit, coneix i accepta la seva malaltia, però es nega a fer-se les proves. Si no ho fa, és inútil que Hermínia segueixi un tractament. Ella pensa que si ell veu una obra de teatre sobre el tema podria canviar d'opinió. O Meu Marido esta a negar fa una ullada a les actuacions interactives del Teatre de l'Oprimit) i els seus objectius: fer que el públic prengui consiència del SIDA i ajudi a canviar el seu comportament.

## Actuacions
El Teatre de l'Oprimit és un estil interactiu que es va originar al Brasil i ha estat exportat a més de 70 països dels cinc continents.
El format va ser creat per Augusto Boal, que va ser nominat el Premi Nobel pel seu èxit en l'ús del teatre com a eina per a l'activisme social.
"O meu marido esta a negar" ha estat representada com una obra arreu de Moçambic com a part d'un programa per superar els obstacles culturals en el tractament i la prevenció del VIH. Es representa en llocs públics - mercats, escoles i negocis - i es convida el públic a assistir i presentar les seves pròpies solucions a les relacions de poder desiguals que apareixen a l'obra. El resultat és més eficaç que una conferència en portuguès o distribució de material escrit per a una població majoritàriament analfabeta.
Alvim Cossa, un actor que va perdre quatre membres de la seva família pel VIH / SIDA descriu una actuació en un concorregut mercat a Maputo: Hem demanat al públic que es posi en el lloc del personatge oprimit, la dona embarassada, i suggereixi solucions al seu dilema. Vestida amb la seva faldilla i un mocador al cap, els homes i les dones del públic van prendre el lloc de la dona per encoratjar al seu marit a fer la prova, o explicar que es pot utilitzar la medicina tradicional, però pel VIH han d'anar a la l'hospital - tot contribueix a l'educació dels espectadors".

## Projeccions del festival
La pel·lícula va ser projectada al Festival Internacional de Cinema de Durban, celebrat entre el 23 de juliol i el 3 d'agost de 2008. L'octubre de 2008 fou projectat al Festival Dockanema de Maputo. Tambó fou projectat en 2009 al Festival de Cinema Africà de Còrdova.